# Laurenz Orgler
Laurenz Orgler (* 13. Oktober 2004 in Wien) ist ein österreichischer Fußballtorwart.

## Karriere

### Verein
Orgler begann seine Karriere beim Post SV Wien. Zur Saison 2015/16 wechselte er in die Jugend des SK Rapid Wien, bei dem er ab der Saison 2018/19 auch in der Akademie sämtliche Altersstufen durchlief. Im Jänner 2021 erhielt er einen bis Juni 2023 laufenden Jungprofivertrag bei Rapid. Im Februar 2021 stand er gegen den SKU Amstetten erstmals im Kader der Zweitmannschaft von Rapid.
Zur Saison 2021/22 rückte er fest in den Kader der Zweitligamannschaft. Sein Debüt in der 2. Liga gab er schließlich im August 2021, als er am dritten Spieltag jener Saison gegen den SV Horn in der Startelf stand. Nach vier Einsätzen für Rapid II stand er im November 2021 in der UEFA Europa League gegen Dinamo Zagreb erstmals im Kader der ersten Mannschaft Rapids.

### Nationalmannschaft
Orgler debütierte im Oktober 2020 gegen Slowenien für die österreichische U-17-Auswahl. Im September 2021 gab er gegen die Slowakei sein Debüt im U-18-Team.
Im September 2022 debütierte er gegen Rumänien für die U-19-Auswahl.